# Mort subite (sport)
Pour les articles homonymes, voir mort subite.
La mort subite ou victoire subite désigne, dans le sport, une manière de désigner un vainqueur dans un match se terminant à la fin du temps réglementaire par une égalité entre les deux participants (équipes ou joueurs). La victoire est alors accordée à la prochaine équipe marquant un but ou un point. La mort subite est particulièrement utilisée au hockey sur glace et fait partie des règles du football américain. Elle a également été utilisée en football (aussi appelée but en or) entre 1993 et 2004 et figure dans les règles du championnat du monde d'échecs.

## Hockey sur glace
La mort subite est particulièrement utilisée au hockey sur glace où, dans la plupart des compétitions, chaque match doit désigner un vainqueur (pas de match nul). Une prolongation avec mort subite, généralement de cinq ou dix minutes, est alors disputée. En cas d'égalité à l'issue de cette prolongation, les deux équipes peuvent alors disputer une séance de tirs au but ou enchainer sur d'autres prolongations. Pour augmenter les chances de but pendant ces prolongations, le nombre de joueurs a été diminué pendant ces périodes supplémentaires, en passant du format 5 contre 5, à 4 joueurs contre 4 en 2006 puis 3 contre 3 en 2017.

## Escrime
En escrime, quand à la fin des trois tiers temps les deux escrimeurs sont à égalité alors la mort subite s'impose.
L'arbitre tire au sort un des deux escrimeurs qui obtiendra "l'avantage", ensuite le match se finit par une dernière manche de 1 minute si à la fin de celle-ci aucun des deux escrimeurs n'a mis un ultime point l'escrimeur qui a l'avantage gagne.
Cette règle est également valable pour l'escrime handisport.

## Football
Au football, il a existé une mort subite, désigne par le terme but en or ou but décisif :
la règle du but en or fut appliquée pour la première fois lors du Championnat du monde Junior disputé en Australie en 1993. Elle s'appliqua ensuite à de grandes compétitions internationales comme la Coupe du monde ou le championnat d'Europe et fut supprimée en 2004. La victoire était accordée immédiatement à l'équipe qui marque le premier but dans le temps de prolongation (au lieu de continuer jusqu'à la fin du temps prévu pour donner une chance à l'autre équipe d'égaliser).
À la fin de cette période, si aucun but n'avait été marqué, des tirs au but étaient joués pour désigner le vainqueur.
La règle de la mort subite persiste pour les compétitions à élimination directe de futsal handisport « mal-marchants ».

## Tennis de table
Dans la ligue des champions de tennis de table depuis la saison 2020-2021, à la 5e manche, c'est la mort subite à partir de 5 points avec le 6e point gagnant.

## Jeu d'échecs
La mort subite, appelée Armagedon, s'applique lors du Championnat du monde d'échecs. En cas d'égalité entre le champion du monde en titre et son challenger à l'issue des 14 parties lentes, puis de nouveau à l'issue des 4 parties rapides de départage, puis encore une nouvelle fois à l'issue des 4 parties blitz. Les Blancs disposent de 5 minutes et les Noirs de 4 minutes (avec un incrément de 2 secondes par coup à leur 61e coup). En cas de nulle, le joueur ayant les Noirs est déclaré vainqueur. En 2013, cette situation ne s'est encore jamais produite lors d'un championnat.